# Dragalina (Hlipiceni), Botoșani
Dragalina este un sat în comuna Hlipiceni din județul Botoșani, Moldova, România.
Satul Dragalina s-a format in anul 1921, purtând numele generalului Dragalina, evidențiat in Primul Război Mondial. Situat la o distanta de cca. 6 km de satul Hlipiceni, satul Dragalina este situat de o parte si de alta a râului Daranga, la limita comunei Hlipiceni cu comunele Răuseni, Calarasi si Todireni.
 Acest articol despre o localitate din județul Botoșani este deocamdată un ciot. Puteți ajuta Wikipedia prin completarea lui.